# 池田廣司
池田 廣司（池田広司、いけだ ひろし、1922年9月19日 - 1994年8月19日）は、日本の国文学者。
大阪府出身。1948年東京文理科大学卒、和光大学人文学部助教授、教授、93年名誉教授。狂言など中世芸能が専門だった。

## 著書
- 『中学国語 学習の総まとめ』清水書院 1953
- 『謡曲要解 文法解明叢書』有精堂出版 1957
- 『中学国語 整理と復習 新しい学習のまとめ』清水書院 1959
- 『古狂言台本の発達に関しての書誌的研究』風間書房 1967
- 『狂言歌謡研究集成』風間書房 1992

### 共編著・校注
- 『中世近世道歌集』編 古典文庫 1962
- 『日本庶民文化史料集成 第4巻 狂言』北川忠彦,山路興造共編 三一書房 1975
- 『日本文学の笑い』編著 和光大学広報委員会出版部 和光選書 1977
- 『大蔵虎明本狂言集の研究 本文篇』全3巻　北原保雄共著 表現社 1972-83
- 『幸若舞』全3巻　荒木繁、山本吉左右共校注　平凡社・東洋文庫、1979-82

## 論文
- Cinii

## 注
1. ↑  『「現代物故者事典」総索引 : 昭和元年～平成23年 2 (学術・文芸・芸術篇)』日外アソシエーツ株式会社、2012年、66頁。
2. ↑  『人物物故大年表』
3. ↑  『幸若舞』校注者紹介